# Gniewkowo (powiat mrągowski)
Gniewkowo (dawniej Owczarnia, niem. Heinrichssorge) – nieoficjalna nazwa części wsi Gronowo w Polsce położona w województwie warmińsko-mazurskim, w powiecie mrągowskim, w gminie Mrągowo. Nazwa nie występuje w TERYT i PRNG
W latach 1975–1998 miejscowość należała administracyjnie do województwa olsztyńskiego.
Był to folwark, należący do Gronowa. W 1838 r. w osadzie był jeden dom z 11 mieszkańcami. W 1871 r. właścicielem dóbr w Gronowie był niejaki Fresin, który oddał je w dzierżawę krewnemu o tym samym nazwisku, rezydującemu na folwarku w Gniewkowie. W 1907 r. właścicielem majątku złożonego z Gronowa i Gniewkowa o łącznym obszarze 675 ha, był rotmistrz Georg von Fresin. 
Gniewkowo nosiło także nazwę Vorwerk Heinrichssorge (w latach 1938-1945) oraz Owczarnia (w latach 1945-1949).
Gniewkowo należało do sołectwa Gronowo, w wykazie miejscowości z 1973 r. nie ma tej osady w wykazie. Nazwa występuje na skanie mapy w geoportal, na jej terenie jest 9 budynków mieszkalnych. 